# George Radanovich

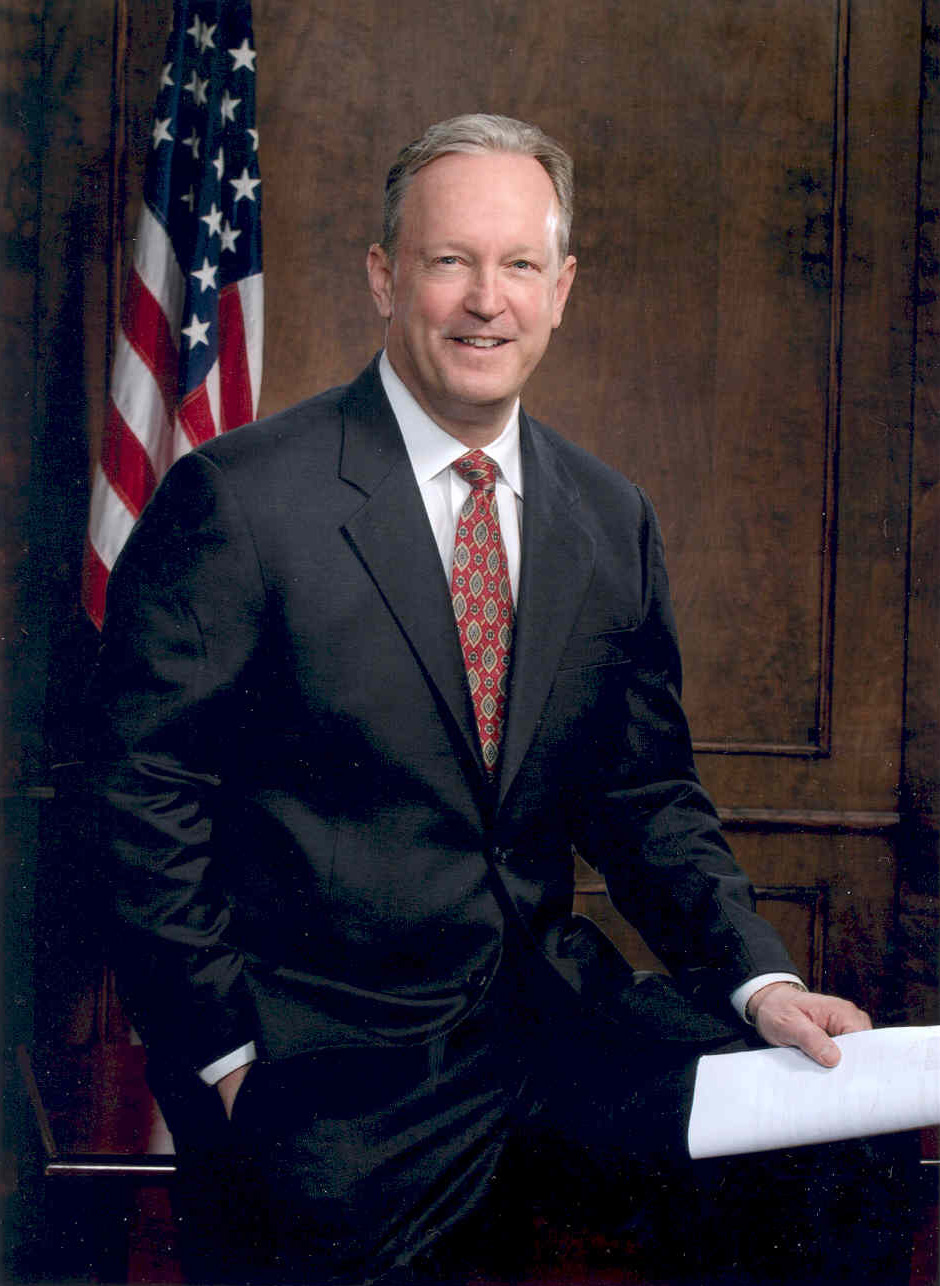
George Radanovich

George Purdy Radanovich (* 20. Juni 1955 in Mariposa, Mariposa County, Kalifornien) ist ein US-amerikanischer Politiker. Zwischen 1995 und 2011 vertrat er den Bundesstaat Kalifornien im US-Repräsentantenhaus.

## Werdegang
George Radanovich besuchte bis 1978 die California Polytechnic State University in San Luis Obispo. Danach arbeitete er für einige Zeit im Bankgewerbe und betätigte sich im Weinanbau.  Gleichzeitig begann er als Mitglied der Republikanischen Partei eine politische Laufbahn. Zwischen 1982 und 1986 gehörte er der Planungskommission im Mariposa County an; seit 1985 war er deren Vorsitzender. Danach saß er von 1988 bis 1992 im dortigen Kreisrat. Im Jahr 1991 hatte er auch hier den Vorsitz inne. 1992 kandidierte er noch erfolglos für das US-Repräsentantenhaus.
Bei den Kongresswahlen des Jahres 1994 wurde Radanovich dann aber im 19. Wahlbezirk von Kalifornien in das US-Repräsentantenhaus in Washington, D.C. gewählt, wo er am 3. Januar 1995 die Nachfolge von Richard H. Lehman antrat. Nach sieben Wiederwahlen konnte er bis zum 3. Januar 2011 acht Legislaturperioden im Kongress absolvieren. In diese Zeit fielen die Terroranschläge am 11. September 2001, der Irakkrieg und der Militäreinsatz in Afghanistan. Radanovich war zuletzt Mitglied im Ausschuss für Energie und Handel sowie in drei von dessen Unterausschüssen. Er galt als relativ konservativer Abgeordneter.
2010 verzichtete er auf eine weitere Kandidatur. Mit seiner im gleichen Jahr verstorbenen Frau Ethie hat er einen Sohn.